# Neuillé-le-Lierre
Neuillé-le-Lierre is een gemeente in het Franse departement Indre-et-Loire in de regio Centre-Val de Loire en maakt deel uit van het arrondissement Tours. De gemeente telde 763 inwoners op 1 januari 2022.

## Geschiedenis
Neuillé-le-Lierre maakte deel uit van het kanton Vouvray tot het op 22 maart 2015 werd overgeheveld naar het kanton Amboise.

## Geografie
De oppervlakte van Neuillé-le-Lierre bedraagt 16,63 vierkante kilometer; Op 1 januari 2022 was de bevolkingsdichtheid 45,9 inwoners per km².
De onderstaande kaart toont de ligging van Neuillé-le-Lierre met de belangrijkste infrastructuur en aangrenzende gemeenten.

## Demografie
Onderstaande figuur toont het verloop van het inwonertal.
Amboise · Cangey · Chargé · Limeray · Lussault-sur-Loire · Montreuil-en-Touraine · Mosnes · Nazelles-Négron · Neuillé-le-Lierre · Noizay · Pocé-sur-Cisse · Saint-Ouen-les-Vignes · Saint-Règle · Souvigny-de-Touraine